# Tatjana Kazankina

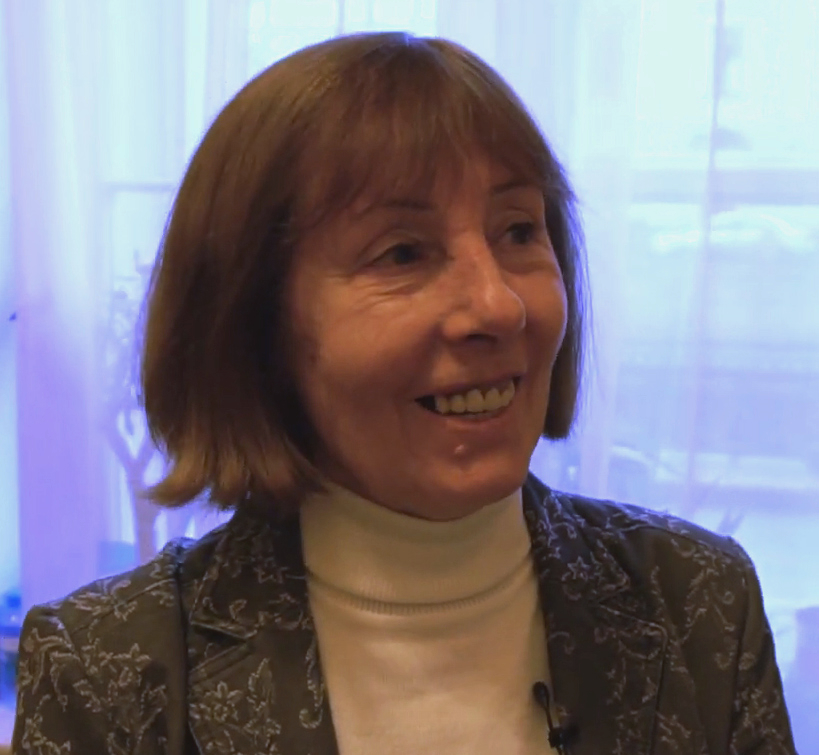
2019

Tatjana Vasilijevna Kazankina (ryska: Татьяна Васильевна Казанкина), född den 17 december 1951, är en rysk före detta friidrottare (medeldistanslöpare) som under 1970- och 1980-talen tävlade för Sovjetunionen.
Kazankina var under slutet av 1970-talet världens bästa medeldistanslöpare. Hon innehade världsrekordet på både 800 meter, 1 500 meter och 3 000 meter. Hennes personliga rekord på 1 500 meter – 3.52,47 är fortfarande europarekord. 
Bland Kazankinas meriter finns dubbla OS-guld från OS 1976 (både 800 meter och 1 500 meter). Dessutom har hon OS-guld på 1 500 meter från OS 1980 i Moskva. Kazankina deltog i det första världsmästerskapet 1983 där hon blev trea på 3 000 meter. 
Kazankinas karriär tog slut när hon 1984 vägrade att lämna ett dopingprov och hon stängdes av i 18 månader. 